# Charlie Adam
Charles 'Charlie' Graham Adam (Dundee, 10 december 1985) is een Schots voetballer die bij voorkeur als middenvelder speelt. Hij verruilde Stoke City in juli 2019 voor Reading. Adam debuteerde in 2007 in het Schots nationaal elftal.

## Clubcarrière

### Glasgow Rangers
Adam werd op zijn vijftiende verjaardag opgenomen in de jeugdopleiding van Glasgow Rangers. Op 14 april 2004 debuteerde hij in het eerste team daarvan, tegen Livingston. Adam werd in augustus 2004 voor het eerst uitgeleend, aan Ross County. Het seizoen erna werd hij uitgeleend aan St. Mirren. Onder Paul Le Guen kreeg hij uiteindelijk een vaste plek in de basiself van Rangers.

### Blackpool
In februari 2009 werd hij voor drie maanden uitgeleend aan Blackpool. Dat nam hem in augustus 2009 definitief over. Hij debuteerde op 26 augustus 2009, in de League Cup tegen Wigan Athletic.

### Liverpool
In juli 2011 tekende Adam bij Liverpool. Op 13 augustus 2011 maakte hij zijn debuut voor Liverpool in de Premier League tegen Sunderland. Op 27 augustus 2011 scoorde hij zijn eerste doelpunt voor The Reds tegen Bolton Wanderers. Op 26 februari 2012 won hij met Liverpool de League Cup na strafschoppen tegen Cardiff City. Adam miste net als Steven Gerrard zijn penalty, Dirk Kuyt, Stewart Downing en Glen Johnson scoorden wel.

### Stoke City
Op 31 augustus 2012 tekende Adam een vierjarig contract bij Stoke City. Eén dag later maakte hij zijn debuut tegen Wigan Athletic. Op 10 november 2012 scoorde hij zijn eerste doelpunt voor Stoke City tegen Queens Park Rangers. Twee weken later scoorde hij het enige doelpunt in een thuiswedstrijd tegen Fulham. Op 17 december 2012 overleed zijn vader. Stoke City gaf de middenvelder hierop een paar dagen vrij.
Adam scoorde op zaterdag 4 april 2015 vanaf eigen helft in een competitieduel tegen toenmalig koploper Chelsea (2-1). Hij zag dat doelman Thibaut Courtois ver voor zijn goal stond en haalde uit van ruim zestig meter: 1-1. Binnen vijf minuten was hij wereldwijd trending topic op Twitter.
Adam verlengde in juni 2015 zijn contract bij Stoke tot medio 2017, met een optie voor nog een seizoen.

### Reading
In juli 2019 tekende Adam een eenjarig contract bij Reading.

## Interlandcarrière
Adam debuteerde op 30 mei 2008 in het Schots nationaal elftal, in een oefeninterland tegen Oostenrijk. Hij viel in dat duel na 67 minuten in voor Shaun Maloney. Schotland won met 1–0 door een treffer van Garry O'Connor.

## Erelijst
| Competitie              |                 |                  |                 |                 |
| Competitie              | Aantal          | Jaren            |                 |                 |
| Glasgow Rangers         | Glasgow Rangers | Glasgow Rangers  | Glasgow Rangers | Glasgow Rangers |
| ----------------------- | --------------- | ---------------- | --------------- | --------------- |
| Kampioen Premier League | 2x              | 2004/05, 2008/09 |                 |                 |
| Scottish Cup            | 1x              | 2007/08          |                 |                 |
| Scottish League Cup     | 1x              | 2007/08          |                 |                 |
| St. Mirren              |                 |                  |                 |                 |
| Kampioen First Division | 1x              | 2005/06          |                 |                 |
| Kampioen First Division | 1x              | 2005/06          |                 |                 |
| Liverpool               |                 |                  |                 |                 |
| League Cup              | 1x              | 2011/12          |                 |                 |

1 Gunn ·
3 Fox ·
4 Allen ·
5 Lindsay ·
6 Batth ·
7 Ince ·
9 Vokes ·
11 McClean ·
12 Chester ·
13 Obi Mikel ·
14 Smith ·
16 Davies ·
17 Shawcross  ·
18 Brown ·
19 Gregory ·
20 Oakley-Boothe ·
21 Fletcher ·
22 Clucas ·
23 Verlinden ·
24 Cousins ·
25 Powell ·
26 Campbell ·
29 Bauer ·
30 Wimmer ·
34 Thompson ·
35 Tymon ·
36 Souttar ·
37 Collins ·
40 Nna Noukeu ·
Coach: O'Neill